# Kalumengongo
La Kalumengongo est une rivière du Haut-Katanga et du Haut-Lomami en république démocratique du Congo. Elle coule dans les lacs de la dépression de Kamalondo.